# 세계의 공영방송 가치+
세계의 공영방송 가치+는 2020년 9월 6일부터 2021년 4월 11일까지 방송되었던 다큐멘터리 프로그램이다.

## 기획 의도
세계 각국의 공영방송사에서 제작한 고품격 프로그램을 통해 민주주의, 인권, 공동체, 문화, 다양성, 환경, 안전 등 우리 사회에 필수적인 다양한 가치를 소개하고 미디어 플랫폼의 홍수 속에서 공영방송만이 구현할 수 있는 사회적 가치와 역할을 재조명해보는 다큐멘터리 프로그램이다.

## 방송 시간
| 방송 채널 | 방송 기간                         | 방송 시간                            |
| --------- | --------------------------------- | ------------------------------------ |
| KBS 1TV   | 2020년 9월 6일 ~ 2021년 1월 3일   | 매주 일요일 밤 11시 25분 ~ 12시 15분 |
| KBS 1TV   | 2021년 1월 10일 ~ 2021년 1월 24일 | 매주 일요일 밤 9시 40분 ~ 10시 30분  |
| KBS 1TV   | 2021년 2월 21일 ~ 2021년 4월 11일 | 매주 일요일 밤 10시 35분 ~ 11시 25분 |

## 방송 회차
| 회차    | 방송일                    | 제목 (원제)                                                                  | 제작사                   | 성우                                 | 시청률              |
| ------- | ------------------------- | ---------------------------------------------------------------------------- | ------------------------ | ------------------------------------ | ------------------- |
| 1회     | 2020년 9월 6일            | 가짜 뉴스의 진짜 역사(Fake News: A Ture History)                             | 영국 BBC(2019년)         | 이호인                               | 1.2%                |
| 2회     | 2020년 9월 13일           | 엄마 아빠는 청각 장애인(Mother, Father, Deaf)                                | 아일랜드 RTÉ(2019년)     | 오수경, 김사라, 이규창               | 0.3%                |
| 3~4회   | 2020년 9월 27일~10월 4일  | 인류세, 신인류의 탄생(Anthropocene - The Rise Humans)                        | 독일 ZDF(2020년)         | 양석정                               | 0.9%/1.5%           |
| 5회     | 2020년 10월 11일          | 글로벌 슈퍼파워, 나무(Trees: A Global Superpower)                            | 프랑스 프랑스 TV(2020년) | 최정현                               | 0.6%                |
| 6회     | 2020년 10월 18일          | 괴물을 보았다(You See Monsters)                                              | 호주 ABC(2017년)         | 배진홍, 김인, 김사라, 이규창, 장희문 | 0.6%                |
| 7회     | 2020년 10월 25일          | 나는 치매환자 입니다(Living Dementia)                                        | 일본 NHK(2020년)         | 오수경                               | 1.0%                |
| 8회     | 2020년 11월 1일           | 카르벤델산맥 : 매의 왕국(Tyrolean Wonderland: Realm of the Peregrine Falcon) | 오스트리아 ORF(2019년)   | 박영재                               | 2.1%                |
| 9~10회  | 2020년 11월 8일~15일      | 한계를 넘어서: 호주(Without Limits: Australia)                               | 영국 BBC(2020년)         | 오수경                               | 0.6%/1.7%           |
| 11~13회 | 2020년 11월 22일~12월 6일 | 아시아 아메리칸(Asian Americans)                                             | 미국 PBS(2020년)         | 오수경                               | 0.8%/0.6%/0.9%      |
| 14회    | 2020년 12월 13일          | 멸종: 불편한 진실(Extinction: The Facts)                                     | 영국 BBC(2020년)         | 김규식                               | 0.7%                |
| 15회    | 2020년 12월 20일          | 트웨이칸의 부활(Teweikan Revived: Spotlight on First Nation Music)           | 캐나다 CBC(2018년)       | 없음(자막 방영)                      | 0.7%                |
| 16회    | 2020년 12월 27일          | 루브르 박물관의 대이동(The Louvre Moving)                                    | 프랑스 아르테 (2020년)   | 이슬                                 | 0.9%                |
| 17회    | 2021년 1월 3일            | 수영장, 호주인의 놀이터 1부(The POOL, Our Playground)                        | 호주 ABC(2019년)         | 이광수                               | 0.8%                |
| 18~20회 | 2021년 1월 10일~24일      | 대자연의 힘(The Age Of Nature)                                               | 영국 BBC(2020년)         | 박영재                               | 4.0%/3.0%/2.7%      |
| 21회    | 2021년 2월 21일           | 수영장, 호주인의 놀이터 2부(The POOL, Our Playground)                        | 호주 ABC(2019년)         | 이광수                               | 1.4%                |
| 22회    | 2021년 2월 28일           | 오카방고 - 생명의 홍수(Okavango - A Flood Of Life)                           | 영국 BBC(2020년)         | 최정호                               | 2.3%                |
| 23~26회 | 2021년 3월 7일~3월 28일   | 사무엘 L. 잭슨의 뿌리(Samuel L. Jackson's Enslaved)                          | 캐나다 CBC(2020년)       | 원호섭, 오수경, 배진홍, 이규창       | 1.7%/1.3%/1.2%/1.2% |
| 27~28회 | 2021년 4월 4일~11일       | 휴먼 애니멀: 인간의 조건(Human Animal)                                       | 독일 ZDF(2020년)         | 이슬                                 | 2.5%/1.8%           |

## 다큐 경쟁 프로그램
- 동물의 왕국 (KBS 1TV)
- 다큐멘터리 3일, 세상의 모든 다큐 (KBS 2TV)